# Salvia thymoides
Salvia thymoides là một loài thực vật có hoa trong họ Hoa môi. Loài này được Benth. miêu tả khoa học đầu tiên năm 1833. Đây là một loại cây bụi lâu năm thường xanh bản địa một vùng nhỏ ở Mexico trên biên giới của các bang Oaxaca và Puebla, mọc ở độ cao từ 7.000 feet (2.100 m) đến 9.000 feet (2.700 m). Môi trường sống bản địa của loài cây này là rừng mây, với những ngọn núi có độ ẩm thường xuyên dưới dạng sương mù và mưa.